# Girls in Their Summer Clothes
Girls in Their Summer Clothes è un singolo del cantautore statunitense Bruce Springsteen, pubblicato nel 2008 ed estratto dall'album Magic.
Arrangiato con una melodia orientata al pop, il canto a piena gola di Springsteen e un arrangiamento pop-orchestrale, il testo ritrae una serie di calde immagini di piccole città:
"Girls in Their Summer Clothes" è stata etichettata come una canzone singolarmente "allegra" dell'album, anche se A. O. Scott del New York Times osserva: "Non che 'Girls in Their Summer Clothes' non sia toccata dalla malinconia. il narratore, dopotutto, si alza e osserva le ragazze del titolo "passargli accanto". Jay Lustig di The Star-Ledger scrive che la canzone "si svolge gradualmente e al suo ritmo eccentrico, con la musica e La voce di Springsteen, diventando progressivamente più intensa." 

## Tracce
1. Girls in Their Summer Clothes (Winter Mix) - 4:20
2. Girls in Their Summer Clothes (Live) - 5:17
3. Girls in Their Summer Clothes (Video) - 4:21